# Balderschwang
Balderschwang är en kommun och ort i Landkreis Oberallgäu i Regierungsbezirk Schwaben i förbundslandet Bayern i Tyskland.
Kommunen ingår i kommunalförbundet Hörnergruppe tillsammans med kommunerne Bolsterlang, Fischen im Allgäu, Obermaiselstein och Ofterschwang.